# Showing Up
Showing Up ist eine Filmkomödie von Kelly Reichardt, die im Mai 2022 bei den Filmfestspielen in Cannes ihre Premiere feierte und im April 2023 in die US-Kinos kam. 

## Handlung
Die Künstlerin Lizzie Carr bereitet sich auf eine Ausstellung vor, die ihr Leben verändern könnte. Ihre Kunst ist von ihrem chaotischen Leben inspiriert und von Konflikten mit der Familie, Freunden und Kollegen.

## Produktion

### Filmstab und Besetzung

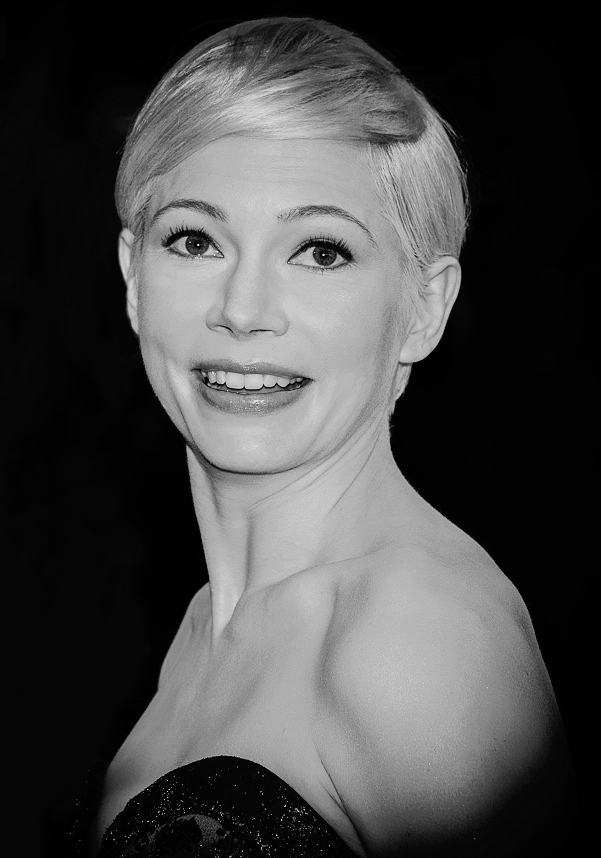
Michelle Williams spielt Lizzie

Regie führte Kelly Reichardt, die gemeinsam mit ihrem langjährigen Kreativpartner Jonathan Raymond auch das Drehbuch schrieb.
Es handelt sich um Reichardts vierte Zusammenarbeit mit Michelle Williams, die in der Hauptrolle als Lizzie Carr zu sehen ist. Zuvor spielte Williams in ihren Filmen Wendy and Lucy, Auf dem Weg nach Oregon und Certain Women. John Magaro, der Lizzies labilen Bruder Sean spielt, war in Reichardts vorherigem Film First Cow in einer der beiden Hauptrollen zu sehen. Judd Hirsch spielt Lizzys Vater Bill, Maryann Plunkett ihre Mutter Jean und Hong Chau ihre Nachbarin, Vermieterin und Künstlerkollegin Jo. André Benjamin  alias André 3000 von der Band Outkast spielt den Künstler und Assistenten im Kunstzentrum namens Eric.

### Dreharbeiten und Kunstwerke
Die Dreharbeiten fanden ab Anfang Juni 2021 in Portland in Oregon statt und wurden Mitte Juli 2021 beendet. Als Kameramann fungierte wie bei vielen von Reichardts vorherigen Filmen Christopher Blauvelt.
Die im Film gezeigten Keramiken, die Lizzie fertigt, stammen von der Künstlerin Cynthia Lahti, während die Mixed-Media-Installationen ihrer Nachbarin Jo von Michelle Segre stammen.

### Veröffentlichung
Wie bei First Cow übernahm A24 den Verleih des Films in den USA. Die Premiere erfolgte am 27. Mai 2022 bei den Filmfestspielen in Cannes. Im Oktober 2022 wurde er beim New York Film Festival gezeigt. Ein regulärer Kinostart in den USA erfolgte am 7. April 2023. Im August 2023 sind Vorstellungen beim Edinburgh International Film Festival geplant. Zwischen Juli und September 2023 wird Showing Up im Rahmen des New Zealand International Film Festivals gezeigt.

## Rezeption

### Kritiken
Von den bei Rotten Tomatoes aufgeführten Kritiken sind 89 Prozent positiv bei einer durchschnittlichen Bewertung mit 7,4 von 10 möglichen Punkten. Auf Metacritic erhielt der Film einen Metascore von 84 von 100 möglichen Punkten.

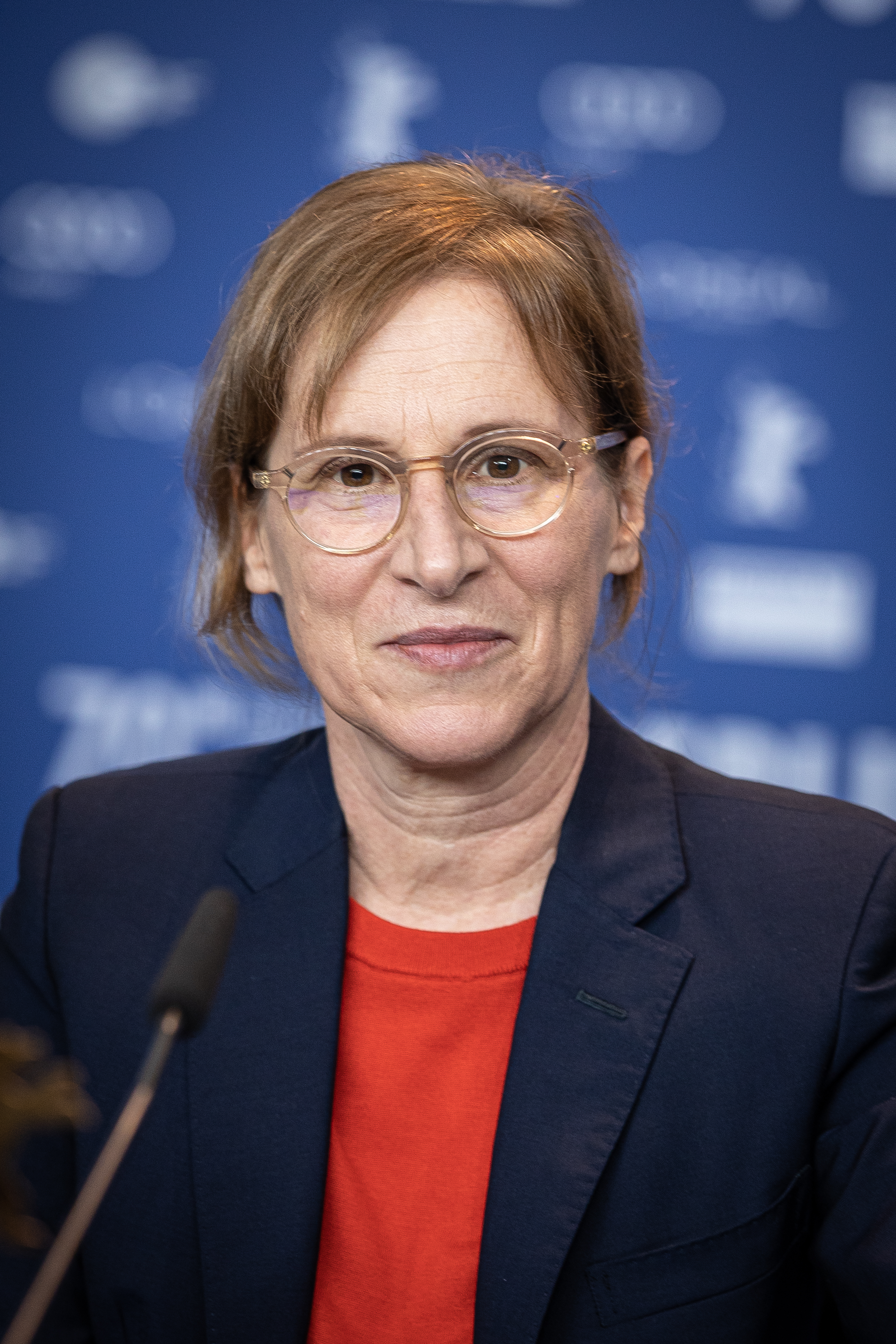
Regisseurin Kelly Reichardt

David Rooney von The Hollywood Reporter erklärt in seiner Kritik, Kelly Reichardt stelle in Showing Up mit hintergründigem Humor die Frage, ob Künstler trotz der endlosen Ablenkungen, die ihnen das Leben bietet, etwas schaffen, oder ob umgekehrt ein gewisses Maß an Chaos mit sowohl auferlegten als auch selbst verursachten Hindernissen für den Schaffensprozess nicht sogar unerlässlich wird. Die vielschichtigen Eindrücke von Lizzys komplizierter Natur schienen durch ihre Arbeit verstärkt zu werden. So wirkten die Frauen auf den Aquarellstudien körperlich verzerrt und beunruhigend wie Porträts von Egon Schiele, auch noch, wenn sie in Ton geformt Gestalt annehmen. Dabei sei die Darstellung von Details bei der Schaffung und Installation von Kunst im Film faszinierend. Wenn Lizzy umgekehrt auf den Vogel ihrer Nachbarin, Vermieterin und Künstlerkollegin Jo aufpasst, verpasse Michelle Williams durch eine Mischung aus Zuneigung und Verärgerung ihm gegenüber dem Film auch eine humorvolle Note. Auch in anderen Aspekten habe Showing Up etwas von Komödien der 1970er Jahre, was Rooney ein wenig an introspektive Filme von Robert Altman erinnert.

### Auszeichnungen
Gotham Awards 2023
- Nominierung als Bester Film (Kelly Reichardt, Neil Kopp, Vincent Savino und Anish Savjani)
- Nominierung für die Beste Hauptrolle (Michelle Williams)

Independent Spirit Awards 2024
- Auszeichnung mit dem „Robert-Altman-Preis“

Internationale Filmfestspiele von Cannes 2022
- Nominierung für die Goldene Palme (Kelly Reichardt)

National Board of Review Awards 2023
- Aufnahme in die „Top-Ten-Independentfilme“[15]